# Мористон (Флорида)
Мористон (енгл. Morriston) насељено је место без административног статуса у америчкој савезној држави Флорида.

## Демографија
По попису из 2010. године број становника је 164.
| Група             | 2000.    | 2010.      |
| Белци             | 0 (0,0%) | 96 (58,5%) |
| Афроамериканци    | 0 (0,0%) | 3 (1,8%)   |
| Азијати           | 0 (0,0%) | 0 (0,0%)   |
| Хиспаноамериканци | 0 (0,0%) | 62 (37,8%) |
| Укупно            | 0        | 164        |